# طناب بندبازی (فیلم)
طناب بندبازی (انگلیسی: Tightrope) فیلمی در ژانر جنایی به کارگردانی کلینت ایستوود است که در سال ۱۹۸۴ منتشر شد.

## بازیگران
- کلینت ایستوود
- جنویو بوژو
- دن هدایا
- آلیسون ایستوود
- جنی بک
- مارکو سنت جان
- جمی روز